# Пограничная и морская патрульная школа в Иматре
Пограничная и морская патрульная школа в Иматра является одним из двух учебных заведений, готовящих кадры для пограничной охраны Финляндии. Второе учебное заведение расположено в Эспоо.
Учебное заведение готовит кадры также для армии и полиции Финляндии.
Школа в нынешнем виде была основана в 1997 году на базе другого учебного заведения для пограничников, существующего с 1926 года путём слияния с курсами морской охраны, которая была объединена с пограничной службой в 1947 году. Школа расположена в том же комплексе зданий, где погранотряд, и рядом с известным пограничным музеем.

## Подготовкапограничных егерей
В школе готовятся резервисты, которые в военное время будут служить в батальонах пограничных егерей. Учеба в батальоне пограничных егерей длится у призывников, прошедших все тесты, и преодолевших конкурс, 362 дня, что является максимальным сроком срочной службы в армии Финляндии. В школе также обучаются офицеры и унтер-офицеры (аналог мичманов и прапорщиков).